# Замошшя (Іванівський район)
Замошшя (біл. Замошша) — село в Іванівському районі Брестської області Білорусії. Входить до складу Лясковичської сільради.
Знаходиться неподалік від Мотоля.

## Опис
Село відоме з початку XIX століття. Наприкінці XIX століття у селі збудовано цегельний завод. З 1921 по 1939 рік село знаходилося у складі Польщі у Поліському воєводстві. В 1939 ця територія приєднана до СРСР і село з 1940 ставилася до Іванівського району Пінської області, а з 1954 увійшла до складу Брестської області.

## Населення
- 2019 рік - 129 осіб
- 2010 рік - 156 осіб
- 2005 рік - 202 чоловік[1]
- 1999 рік - 229 осіб
- 1997 - 227 осіб[1]
- 1959 - 505 чоловік[1]